# Karol Edward z Saksonii-Coburga-Gothy
Karol Edward, właśc., ang.: Charles Edward George Albert Leopold, niem. Carl Eduard Herzog von Sachsen-Coburg und Gotha, urodzony jako Karol Edward, książę Albany (ur. 19 lipca 1884 w Claremont House; zm. 6 marca 1954 w Coburgu) – syn Leopolda księcia Albany, najmłodszego z synów Alberta i Wiktorii Hanowerskiej, panujący książę Saksonii-Coburg-Gotha w latach 1905–1918, książę Albany do 1919, aktywny nazista, od 1938 Obergruppenführer SA, w III Rzeszy prezydent Niemieckiego Czerwonego Krzyża, dziadek króla Szwecji Karola XVI Gustawa.

## Życiorys
Karol Edward urodzony jako Charles Leopold Edward George Albert przyszedł na świat jako pogrobowiec, przez co od razu tytułowany był księciem Albany. Od 1900 tytułowany księciem Saksonii-Coburga-Gothy, a od 1905 rządzący książę tego państwa. Jesienią 1899 roku, w wieku 15 lat przeniósł się wraz z matką i siostrą z Wielkiej Brytanii do Niemiec. Początkowo mieszkał w Stuttgarcie, na zamku króla Wirtembergii Wilhelma II. Wiosną 1900 roku przeniósł się wraz z matką do Poczdamu, gdzie mieszkał w willi Ingenheim. Pod opieką swojego kuzyna, cesarza Wilhelma II, byłego ucznia Eton College, otrzymywał specjalne wykształcenie z rąk prywatnego nauczyciela oparte na programie nauczania liceum. Jesienią 1901 roku rozpoczął szkolenie w głównej pruskiej szkole kadetów w Berlinie-Lichterfelde, które w grudniu 1902 zakończył maturą. Od 1903 roku studiował trzy semestry prawo i nauki polityczne na uniwersytecie w Bonn. W czasie studiów nie był członkiem korporacji studenckiej Borussia. W lecie 1904 roku ukończył studia z tytułem doktora praw. Po zakończeniu nauki rozpoczął służbę wojskową w 1 Pułku Piechoty.
W 1905 roku, w wieku 21 lat przejął osobistą kontrolę nad księstwem Saksonii-Coburga-Gothy, którym po śmierci księcia Alfreda w 1900 roku zarządzał jako regent książę Ernest Hohenlohe-Langenburg. Młody książę rządził w duchu konserwatywnym i nacjonalistycznym. Znany był z reakcyjnych poglądów. Był zapalonym myśliwym i dużo podróżował. Interesował się różnymi modelami samochodów, a także pierwszymi osiągnięciami w dziedzinie lotnictwa. Od 1913 roku kładł podwaliny pod budowę fabryki samolotów z zamiarem osiągnięcia w tej dziedzinie sukcesów producenckich. Ponadto zaangażowany był remont i rozbudowę zamku w Coburgu, który w XX wieku był jego książęcą rezydencją. Po klęsce Cesarstwa w I wojnie światowej i wybuchu rewolucji listopadowej w 1918 podobnie jak wszyscy niemieccy monarchowie został zmuszony do abdykacji.

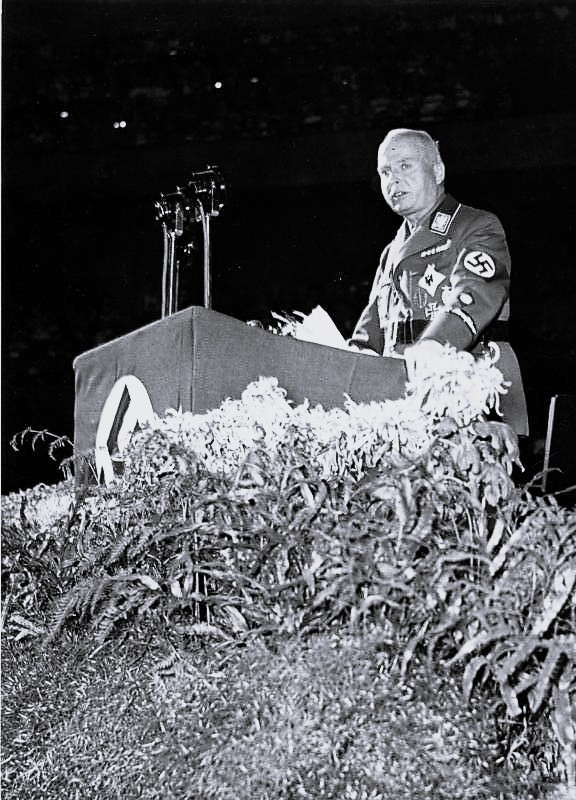
Książę Karol Edward, 11 listopada 1936

W latach 30. wstąpił do służby w paramilitarnej bojówce NSDAP – SA. Otwarcie popierał i propagował politykę Adolfa Hitlera oraz ideologię narodowego socjalizmu, namawiając wielu znajomych do przychylności wodzowi. W 1938 roku został awansowany na SA-Obergruppenführera. W latach 1933–1945 był prezydentem Niemieckiego Czerwonego Krzyża (niem. Deutsches Rotes Kreuz), który podczas II wojny światowej był służbą pomocniczą Wehrmachtu.
Po zakończeniu II wojny światowej w dniu 4 czerwca 1945 roku został aresztowany przez amerykańskie siły zbrojne. Internowany do końca 1946 roku, początkowo był oskarżony o zbrodnie przeciwko ludzkości. Karol Edward zmarł na raka na zamku Callenberg 6 marca 1954 roku. Został pochowany na przyzamkowym cmentarzu rodziny książęcej Saksonii-Coburga-Gothy.

## Rodzina
Karol Edward miał pięcioro dzieci. Najstarszy syn Jan Leopold (1906–1972) sprawiał ojcu dużo kłopotów. 9 marca 1932 roku wbrew woli ojca poślubił rozwódkę, baronową von der Horst. Z tego powodu musiał zrzec się wszelkich praw w imieniu swoim i swojej rodziny. Dnia 1 kwietnia 1932 roku został członkiem NSDAP. Drugi syn, Hubert (1909–1943) był żołnierzem Wehrmachtu. Zginął 26 listopada 1943 roku w walkach pod Mostami Wielkimi. Najmłodszy Fryderyk Jozjasz (1918–1998) również oficer Wehrmachtu, został po śmierci ojca głową rodziny. Po jego śmierci z kolei obowiązki te przejął syn Andrzej. Starsza córka Sybilla wyszła za mąż za wnuka króla Szwecji, Gustawa Adolfa, księcia Västerbotten (1906–1947). Młodsza Karolina Matylda (1912–1983) poślubiła hr. Fryderyka Castell-Rudenhausen.